# Uta Frommater
Uta Frommater (Oldenburg, 12 dicembre 1948) è un'ex nuotatrice tedesca occidentale.

## Carriera
Ha fatto parte della staffetta che vinse la medaglia di bronzo nella 4x100m misti alle Olimpiadi di Città del Messico 1968.

## Palmarès
- Giochi olimpici estivi

Città del Messico 1968: bronzo nella 4x100m misti.